# Dempsey Wilson
Dempsey Wilson (Los Angeles, Californië, 11 maart 1927 - aldaar, 23 april 1971) was een Amerikaans autocoureur. Hij nam in 1958, 1960, 1961 en 1963 deel aan de Indianapolis 500, waarvan de eerste twee edities tot het wereldkampioenschap Formule 1 behoorden. Hierin scoorde hij geen WK-punten.